# Gevarendriehoek

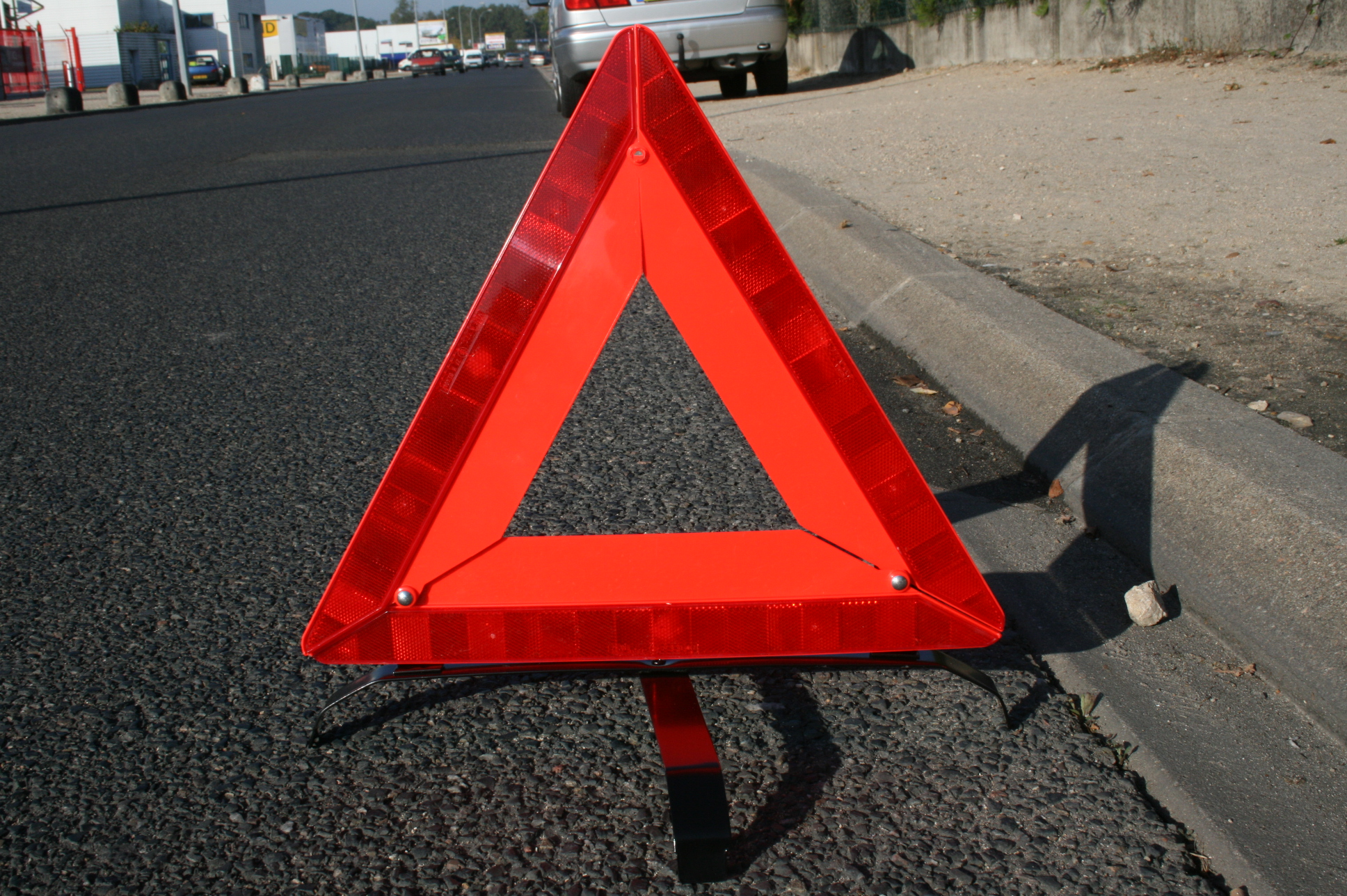
Gevarendriehoek

Een gevarendriehoek is een driehoekige rode reflector, die in sommige Europese landen aanwezig dient te zijn in de auto. Wanneer de auto door pech of een ongeluk langs de weg komt stil te staan, dient deze gevarendriehoek het overige verkeer te waarschuwen.
Een gevarendriehoek is ongeveer 25 centimeter hoog, en kan worden opgevouwen, zodat deze bij de EHBO-koffer in een vakje achter in de auto kan worden opgeborgen. Om de gevarendriehoek bij gebruik goed zichtbaar te kunnen neerzetten, zit er aan de achterkant een soort voetje zodat de driehoek stevig blijft staan.

## Gebruik
In Nederland is het niet verplicht om een gevarendriehoek in de auto te hebben, in andere landen, waaronder België, is dit wel zo. In geval van pech en niet werkende alarmlichten moet men hem wél kunnen plaatsen indien het voertuig een obstakel vormt voor andere bestuurders. In geval van een ongeval waarbij een van de voertuigen niet meer verplaatst kan worden, zoals een geparkeerd voertuig, of als verloren lading de weg verspert, dient dit door middel van een gevarendriehoek op ruime afstand te worden aangegeven.

## Plaatsing
Volgens het Nederlandse RVV 1990 moet de gevarendriehoek geplaatst worden op een afstand van ongeveer 30 meter.